# Редикорское городище
Редико́рское городи́ще — памятник родановской археологической культуры (Пермь Великая). Действовало в VIII-XV веках. В XVI веке было использовано русскими поселенцами.
Городище располагается в Чердынском районе Пермского края, в 350 м южнее села Редикор, на мысу высокого (20 м) правого берега реки Вишера.
Площадь городища — 3,5 тыс. м². С севера площадка защищена двумя линиями укреплений (вал+ров).
Городище открыто в 1894 году А. Н. Береженцевым и А. А. Спицыным. В 1954 году раскопки на городище проводились И. А. Лунеговым, в 1968 году — В. Ю. Лещенко, в 1971 году — В. А. Обориным.
Культурный слой — не более 0,5 м. На городище обнаружены глинобитные очаги, ямы-кладовки, развал домницы, ступенчатые деревянные укрепления вала и пять человеческих погребений без вещей.